# 帯織駅
帯織駅（おびおりえき）は、新潟県三条市帯織にある、東日本旅客鉄道（JR東日本）信越本線の駅である。

## 歴史
大正時代に駅近くの大面油田で原油が産出され、昭和30年代まで積み出し基地として賑わった。

### 年表
- 1898年（明治31年）6月16日：北越鉄道の駅として開業[1][2]。
- 1907年（明治40年）8月1日：北越鉄道が国有化され、帝国鉄道庁（国有鉄道）の駅となる[2]。
- 1970年（昭和45年）10月1日：貨物の取り扱いを廃止[1][2]。
- 1985年（昭和60年）11月：棒線化[3]。
- 1986年（昭和61年）3月3日：駅員無配置駅となる[4]（簡易委託化）[1]。
- 1987年（昭和62年）4月1日：国鉄分割民営化により、JR東日本の駅となる[2]。
- 1992年（平成4年）12月：現駅舎に改築[1]。その後、簡易委託中止、無人化。
- 2008年（平成20年）3月15日：新潟近郊区間が拡大され、ICカード「Suica」の利用が可能となる[5]。

## 駅構造
単式ホーム2面2線を有する地上駅である。元々は2面3線であったが、現在は2番線は廃止されている。両ホームは跨線橋で連絡している。
燕三条駅管理の無人駅となっている。駅舎には乗車駅証明書発行機、自動販売機、トイレなど設置されている。

### のりば
| 番線 | 路線      | 方向 | 行先           |
| ---- | --------- | ---- | -------------- |
| 1    | ■信越本線 | 下り | 新津方面       |
| 3    | ■信越本線 | 上り | 見附・長岡方面 |

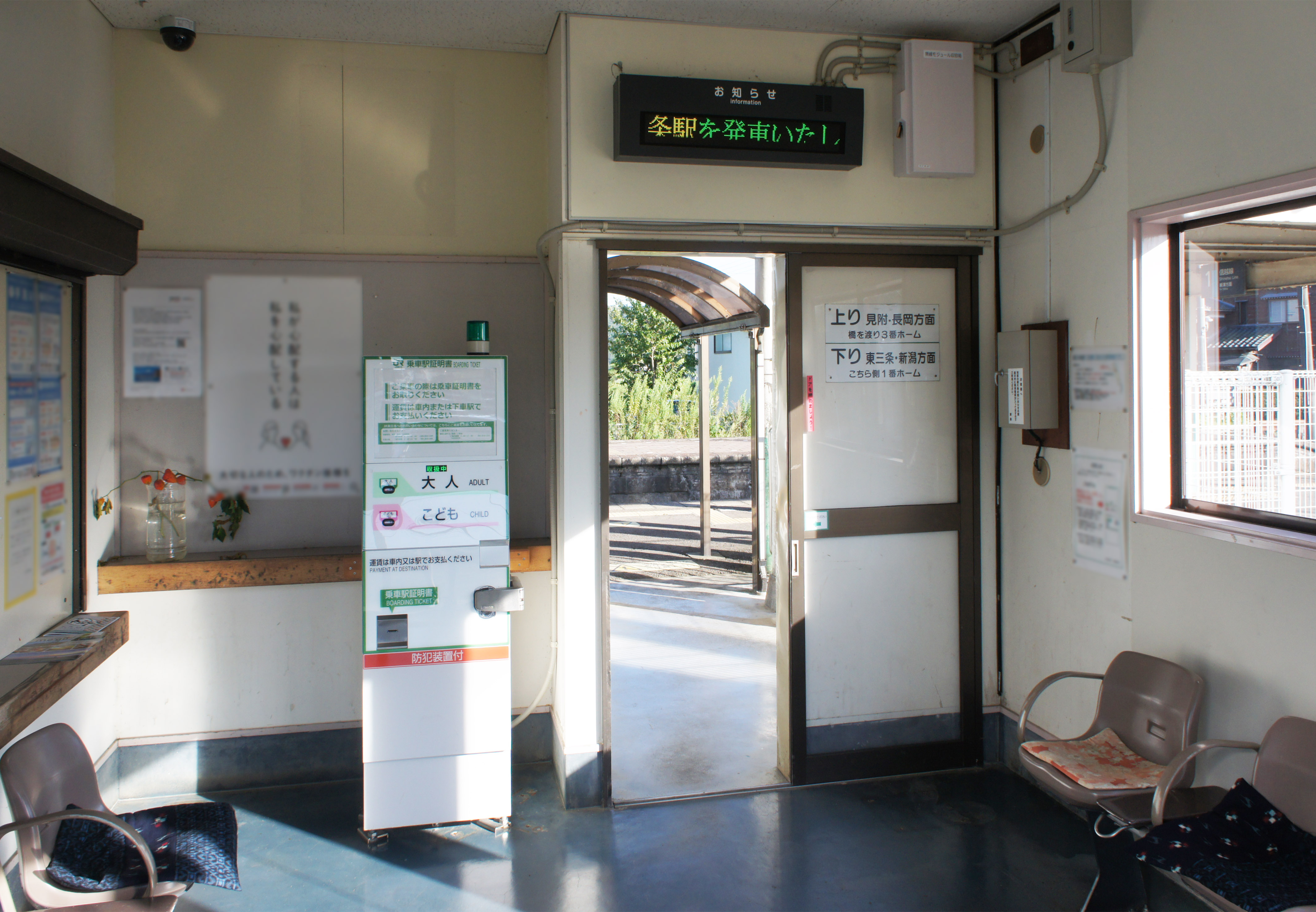
待合室（2021年9月）
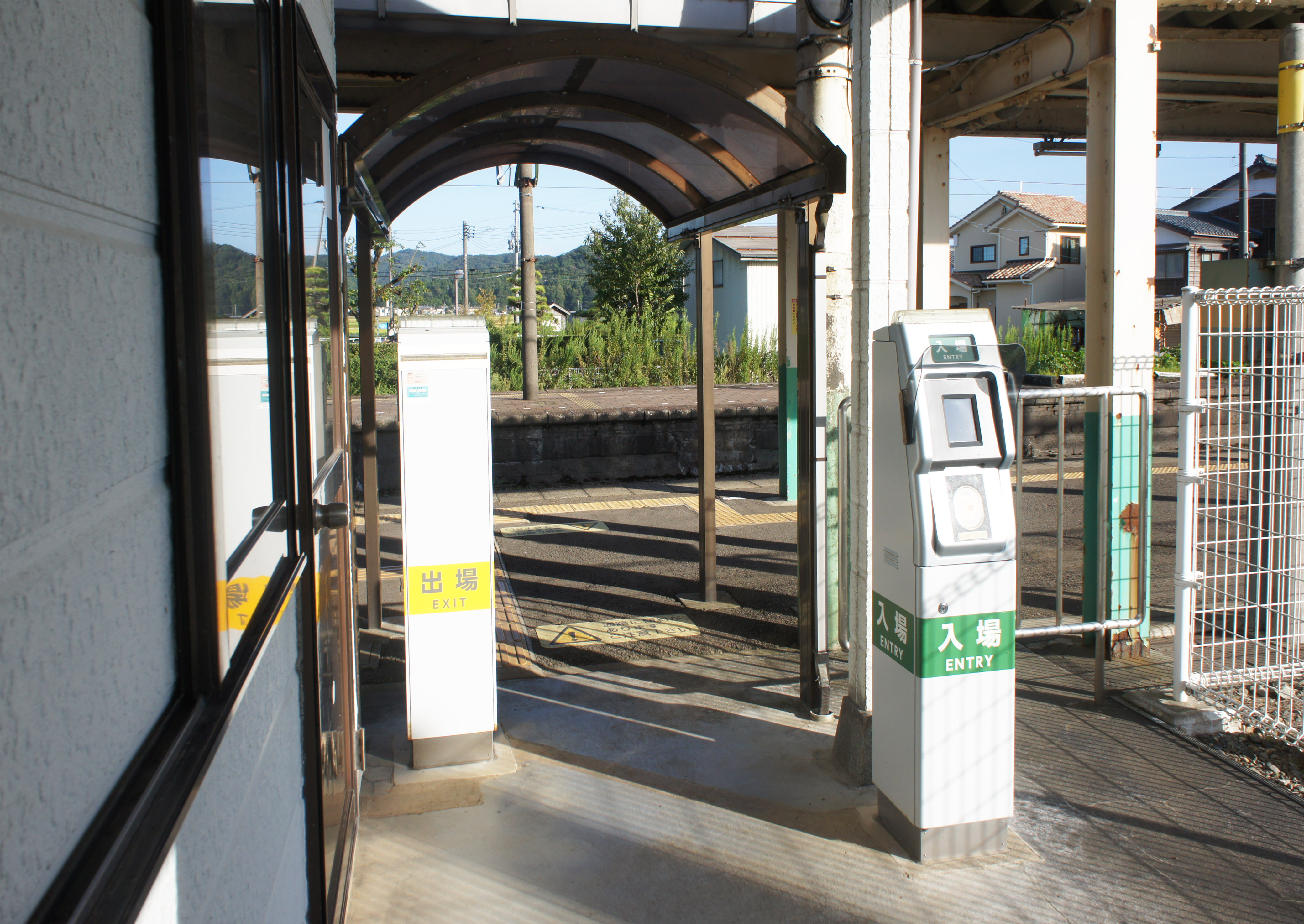
改札口（2021年9月）
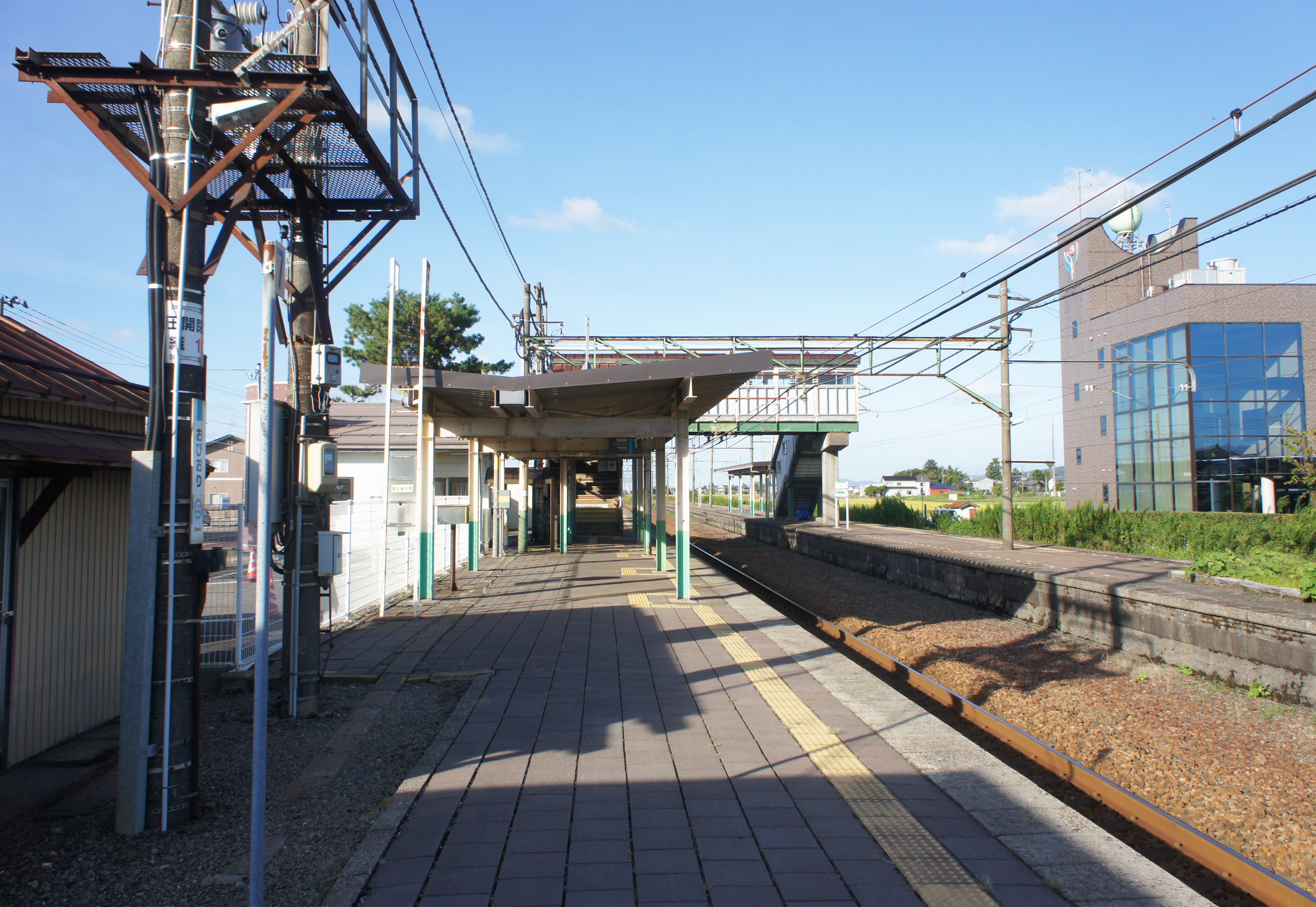
ホーム（2021年9月）

## 駅周辺

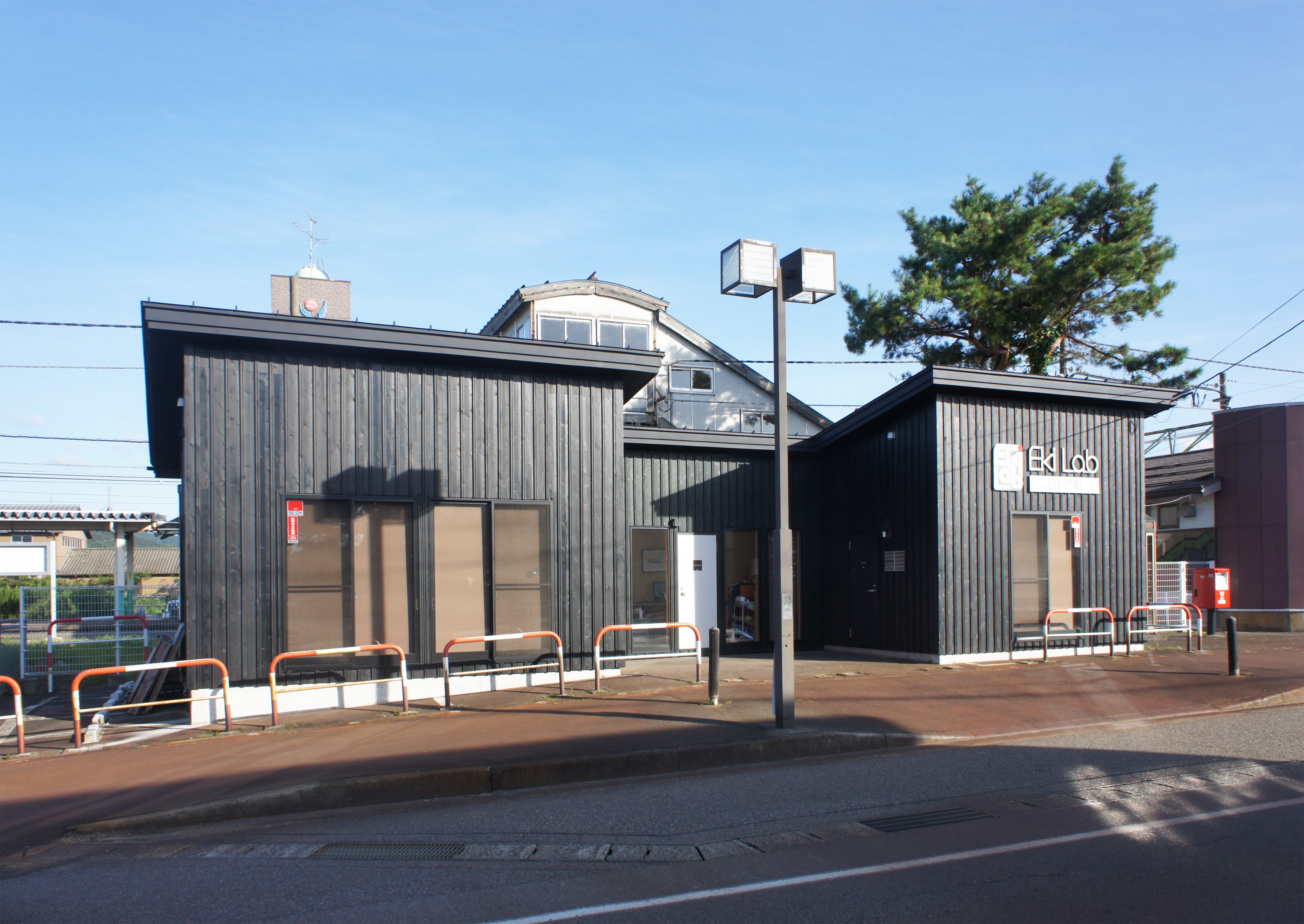
交流拠点施設「EkiLab帯織」

周辺は宅地や農地となっている。北西側では2018年（平成30年）から新たに市の県央土地開発公社による宅地造成が行われ、同じ栄地区に整備中の工業流通団地の従業者を主な狙いとして売り出されている。
- 新潟県道107号帯織停車場大面線
- 新潟県道256号分水栄線
- EkiLab 帯織[8] - ものづくりの交流拠点（詳細は後述参照）
- JAえちご中越 帯織プラザ店
- 帯織郵便局
- 三条市立大面小学校

## バス路線
越後交通の「帯織駅」バス停にて、東三条駅方面や栄庁舎方面へと結ぶ路線が発着していたが、2024年（令和6年）3月31日をもって廃止された。

## その他
2019年（令和元年）11月7日に、JR東日本とストカが、無人駅を活用して燕三条地域の産業発信地と交流拠点を作ることを目的に、クラウドファンディングを活用した上で、当駅にものづくりの交流拠点施設「EKILAB」を建設することを発表した。2019年（令和元年）9月30日 - 11月29日までクラウドファンディングの募集を行った。ストカによると、目標金額以上の募金があったとしており、燕三条地域の有志がドッツアンドラインズを設立した。その後、2020年（令和2年）10月1日に「EkiLab 帯織」としてオープンした。なお、同施設は作業スペースや交流スペース、シェアオフィスなどで構成されている。

## 隣の駅
東日本旅客鉄道（JR東日本）
■信越本線
■快速
通過
■普通
見附駅 - 帯織駅 - 東光寺駅